# Чорсу (посёлок)
Чорсу (тадж. Чорсу) — посёлок городского типа в Хатлонской области Таджикистана, административный центр Муминабадского района.
Статус посёлка городского типа — с 1966 года. С 1973 года носил название Ленинградский. С 2012 года по 2024 год вновь назывался Муминабад. 

## Население
| 1970   | 1979 | 1989 | 2013   | 2015   | 2019   | 2020   | 2021   | 2022   |
| ------ | ---- | ---- | ------ | ------ | ------ | ------ | ------ | ------ |
| 12 625 | 6920 | 9764 | 12 700 | 13 000 | 13 800 | 14 100 | 15 700 | 16 000 |